# 神奈川県立よこはま看護専門学校
神奈川県立よこはま看護専門学校（かながわけんりつよこはまかんごせんもんがっこう）とは、神奈川県横浜市旭区にある看護師を養成している公立の看護専門学校。神奈川県立二俣川看護福祉高等学校が隣接する。

## 概要
1975年に、神奈川県看護教育大学校付属高等看護学院条例により設置、保健婦助産婦看護婦法第21条第2号の看護婦養成所として学生総定員120人、修業年数3年で発足。2015年現在、神奈川県・保健福祉局の出先機関のひとつとして構成されている。

## 沿革
- 1975年（昭和50年）4月 - 神奈川県看護教育大学校付属高等看護学院条例により設置。保健婦助産婦看護婦法に基づく看護婦養成所として開校。
- 1979年（昭和54年）4月 - 「神奈川県立看護教育大学校付属看護専門学校」と改称。併せて、学校教育法に基づく専修学校へ移行。
- 1995年（平成7年）4月 - 入学定員を40人から80人へ増員。
- 1995年（平成7年） - 専門士の称号が付与できる専修学校の専門課程として認可。
- 2002年（平成14年）3月 - 保健師助産師看護師法の施行（旧保健婦助産婦看護婦法）により男女ともに「看護師」という名称に統一された。
- 2003年（平成15年）4月 - 神奈川県看護教育大学校付属看護専門学校条例の一部改正に伴い「神奈川県立よこはま看護専門学校」と改称。
- 2005年（平成17年）9月 - 県立看護専門学校再編整備に伴い、旧神奈川県立衛生短期大学の校舎を改修し、現在地に移転。
- 2015年（平成27年）4月 - 入学定員を80人から120人へ増員。

## 設置学科
- 医療専門課程 看護学科（3年制課程）

## 取得できる資格・免許状
- 看護師 国家試験受験資格
- 保健師・助産師の養成機関受験資格
- 養護教諭免許一種の養成機関（看護系）受験資格
- 専門士（医療専門課程）の称号[1]
- 四年制大学編入学受験資格

## 交通アクセス
- 相模鉄道・二俣川駅北口（相鉄ライフビル１階１番乗り場）から
  - 相鉄バス「運転試験場循環」行き乗車、バス停「中尾町」下車バス停前。
  - 徒歩約18分。